# Hinterlandswald

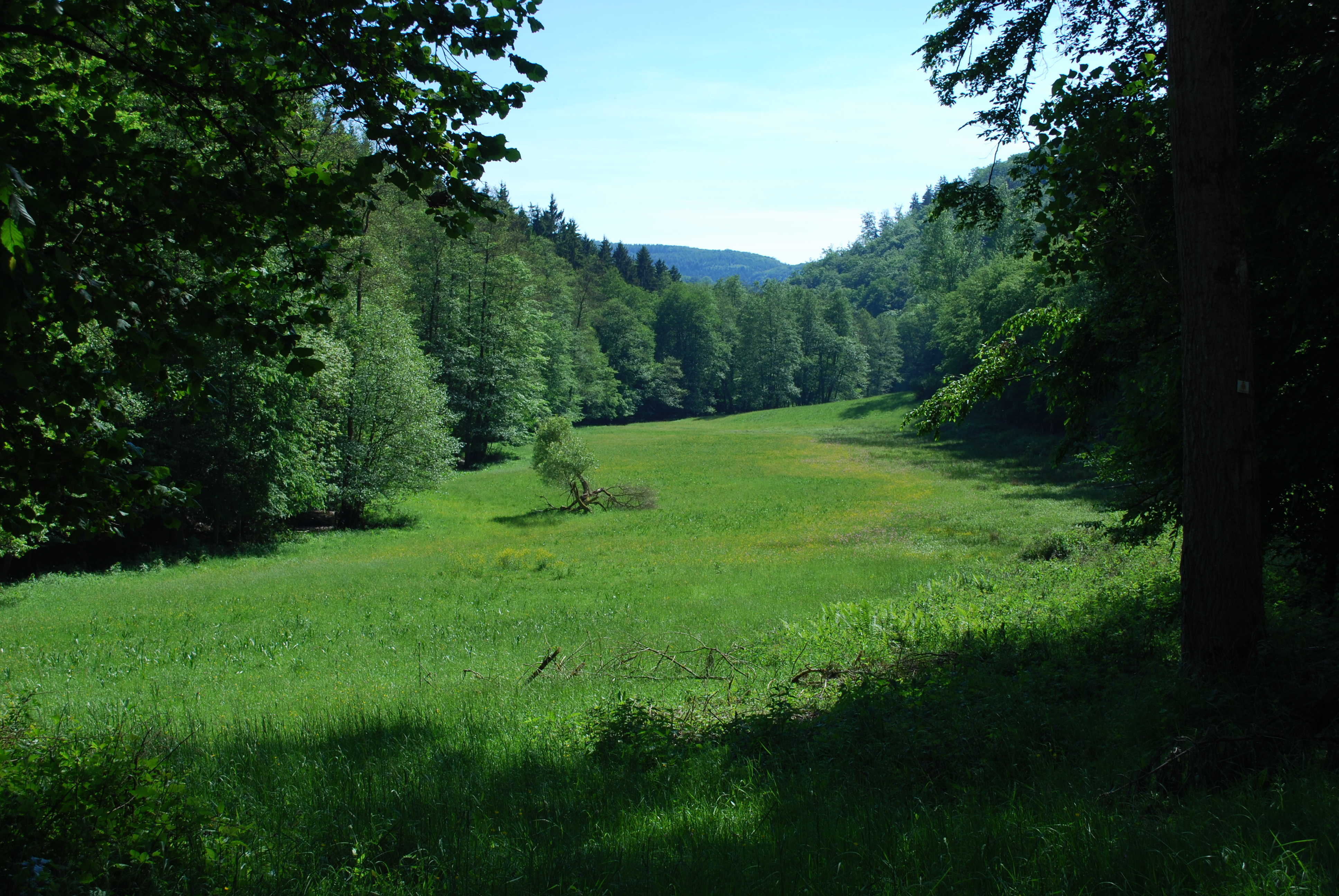
Talwiese am Ernstbach

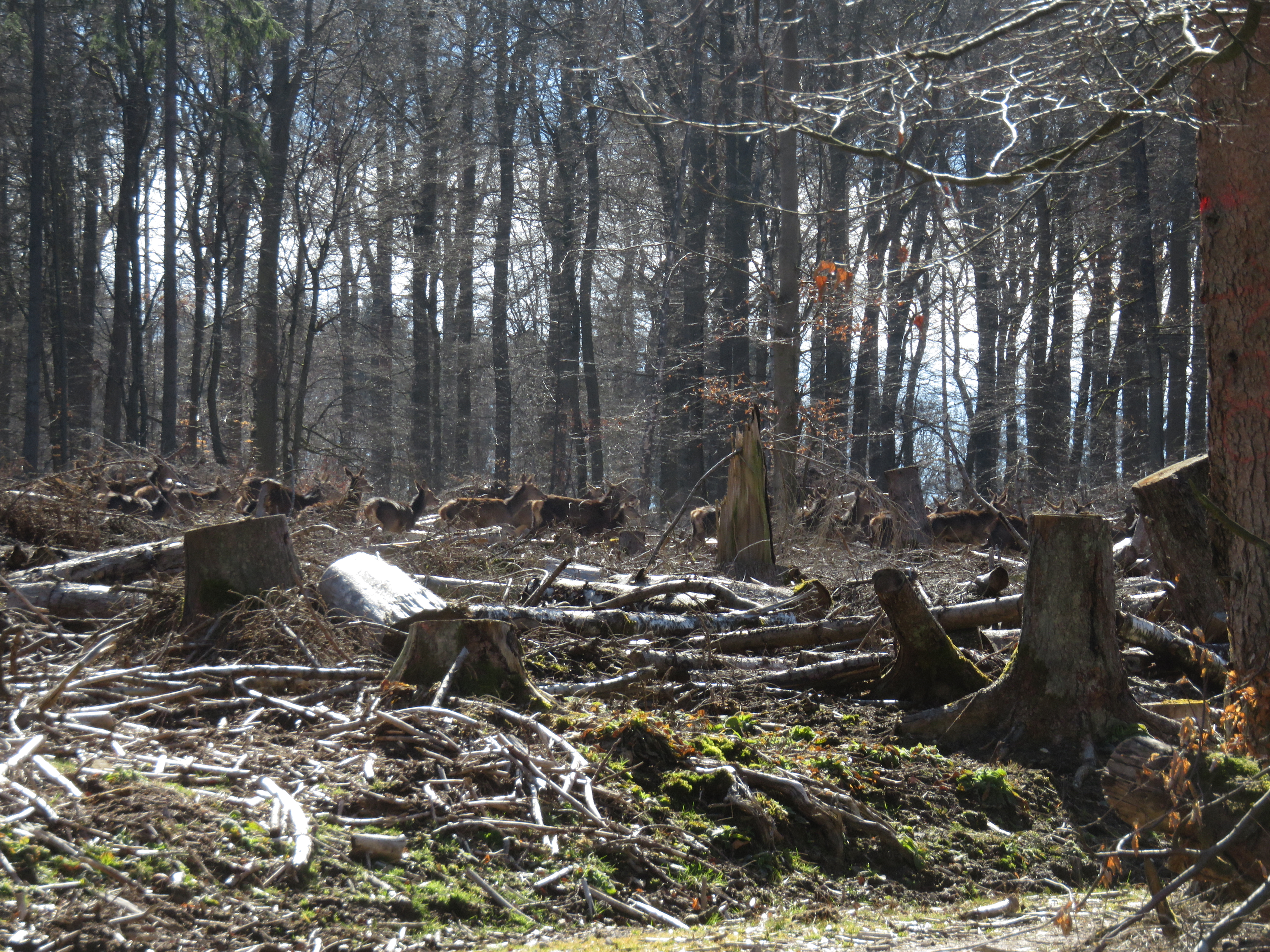
Rotwild-Rudel

Als  Hinterlandswald  werden im Rheingau die Waldungen bezeichnet, die im Gegensatz zum Vorderwald außerhalb des Rheingauer Gebücks lagen und nach dem Rheingauer Weistum von 1324 als Landallmende dem Generalhaingericht des Rheingaus unterstanden. Das heißt, der Hinterlandswald war anders als der Vorderwald nicht auf die Rheingauer Gemeinden aufgeteilt, sondern das Nutzungsrecht stand ihnen nur gemeinsam zu. Die Waldungen erstreckten sich im Wesentlichen im Ernstbachtal und seinen Nebentälern bis zur Wisper. 
Aufgrund der Abgeschiedenheit des Hinterlandswaldes und des unwegsamen Geländes wurde er hauptsächlich für Köhlerei und Waldweide genutzt. Nachdem schon vor dem Dreißigjährigen Krieg Anzeichen für Raubbau zu verzeichnen waren, wurden im 18. Jahrhundert zwei Revierförster für den Hinterlandswald bestellt mit Sitz im Forsthaus Weißenturm bei Presberg und im späteren Erbacher Forsthaus bei Niedergladbach. Doch weder diese beiden Förster, denen es an Fachwissen und Ausbildung fehlte, noch eine neue Haingerichtsordnung des Kurfürsten Emmerich Joseph von Breidbach zu Bürresheim von 1772 konnten dem Raubbau abhelfen.
Erst nach dem Übergang des Rheingaus an das Herzogtum Nassau trat eine Wende ein. Die Haingerichtsverfassung wurde 1808 aufgehoben, die Aufteilung des Hinterlandswaldes auf die Rheingaugemeinden eingeleitet und 1822 durch einen Vergleich abgeschlossen, mit dem sich jede Gemeinde einverstanden erklärte. Unter dem Herzogtum Nassau begann die Wiederaufforstung des Waldes, die unter preußischer Verwaltung ab 1866 noch verstärkt wurde und im 20. Jahrhundert zu ertragreichen und gut gepflegten Beständen geführt hat. 
Mit dem Ziel einer intensiveren Waldbewirtschaftung wurde 1939 der Zweckverband Hinterlandswald gegründet. Zur besseren Erschließung der abgelegenen Waldgebiete wurde vom Reichsarbeitsdienst die 13 Kilometer lange Hinterlandswaldstraße gebaut. Sie führt von Hausen vor der Höhe auf dem Höhenrücken zwischen Ernstbach- und Gladbachtal nach Norden und ist bis zum Ende der Kammlinie mit einem Asphaltbelag befestigt. Dann steigt sie kurvenreich an den Steilhängen des Wispertals hinunter zur Laukenmühle.
Außer der Hinterlandswaldstraße gibt es im gesamten Hinterlandswald keine asphaltierten Wege. Somit ist dieses Waldgebiet eines der größten, nicht durch solche Wege zerschnittenen ökologischen Rückzugsgebiete der Tierwelt in Hessen. Der Hinterlandswald gehört größtenteils zu dem FFH-Gebiet Wispertaunus.
Die Abgeschiedenheit des Hinterlandswaldes mit seinem Laubmischwald hat dazu geführt, dass sich der seltene Schwarzstorch angesiedelt hat und ungestört brüten kann. Das große Waldgebiet bietet mit seinen Bächen und Tümpeln ein ideales Gelände für diesen scheuen Vogel.
2021 wurden erstmals wieder Wölfe im Hinterlandswald nachgewiesen. Es handelte sich um das erste Wolfsrudel in Hessen. Aus den drei Welpen, die die Wolfseltern in jenem Sommer zur Welt gebracht hatten, sind ein Jahr später Jährlinge geworden, die ein eigenes Revier brauchen.